# John Bertrand (regatista, 1956)
John Joseph Bertrand (San Mateo, 22 de marzo de 1956) es un deportista estadounidense que compitió en vela en las clases Laser y Finn.
Participó en los Juegos Olímpicos de Los Ángeles 1984, obteniendo una medalla de plata en la clase Finn. Ganó tres medallas en el Campeonato Mundial de Finn entre los años 1978 y 1980, y dos medallas en el Campeonato Europeo de Finn, en los años 1979 y 1980.
Además, obtuvo dos medallas en el Campeonato Mundial de Laser, en los años 1976 y 1977.